# Eneva
Eneva  (antes: MPX Energia S.A., Bovespa MPXE3; MPXE99) es una compañía de generación de energía con sede en Río de Janeiro, Brasil. Es una filial  de la compañía alemana E.ON y cotiza en la Bolsa de São Paulo. Además de Brasil, Eneva produce energía en Chile y Colombia.

## Historia
Eneva fue fundada en 2001 como MPX Energia S.A. por el empresario Eike Batista. Empezó sus operaciones en octubre de 2007. La OPV fue realizada el 14 de diciembre de 2007.
Tras la crisis económica de 2008, las empresas de Batista se resintieron. En enero de 2012, la compañía de energía alemana E.ON creó una empresa conjunta con el grupo EBX, de Eike Batista. En principio, la compañía alemana tomó una participación del 10% de MPX por $350 millones. El acuerdo incluía al segmento de los minerales y el carbón, pero el 23 de marzo de 2012 la nueva empresa anunció el cese de la actividad carbonífera y la creación de una nueva compañía, CCX Carvão da Colômbia S.A.
MPX y E.ON acordaron transferir a la nueva compañía los 11 proyectos de generación de energía de la primera, con licencias por un total de 11.000 MW de energía. A finales de marzo de 2013, el empresario Eike Batista anunció una nueva venta de acciones de la compañía MPX a la alemana E.ON. Como resultado del acuerdo, la participación de Batista pasaba del 53% al 28,5%; por el contrario, la energética E.ON aumentaba su participación de un 12% hasta un 36,2%. El 11 de septiembre de 2013 fue aprobado en Asamblea Extraordinaria el cambio de denominación de la compañía, que en adelante se llamará Eneva.

## Generación de energía
Eneva está desarrollando una planta térmica en Ceará, Brasil, en sociedad con MDU Resources Group, Inc. Junto con EDP-Energias do Brasil, MPX está construyendo la planta Pecem I, con una capacidad de generación de hasta 720 MW. También está construyendo la planta Pecem II, de hasta 360 MW y la planta Itaqui, de 360 MW, ambas de carbón. MPX también tiene entre sus planes construir la planta Sul, de 720 MW, la planta Seival, con 600 MW y la planta Acu, con 3.300 MW, de gas natural.
En Chile, los planes de la compañía para construir 2,100 MW en la planta de carbón Castilla se han paralizado. El plan fue aprobado por las autoridades medioambientales de Chile, aunque la aprobación fue anulada por el tribunal de apelaciones de Antofagasta.
En el campo de energía renovable, la compañía Eneva ha acordado con la compañía de energía solar china Yingli el desarrollo de la planta solar Tauá, en el Estado de Ceará. La planta tendrá una capacidad de 1 MW, aunque Eneva está planeando aumentar su capacidad hasta 50 MW.

## El carbón mineral
Eneva tiene derechos mineros de carbón en Colombia y una participación del 70% en la mina de carbón Seival, en el sur de Brasil. A través de MPX Columbia desarrolla la mina carbonífera Canaverales, en el norte de Colombia. El proyecto incluye la explotación de otras minas a cielo abierto, como Reeds, Papayal y la mina de San Juan, subterránea.
Para la exportación de carbón desarrolla la terminal de carbón de Dibulla, con más de 521 hectáreas de terrero en la costa atlántica, en La Guajira. Además de la terminal, se construirán más de 150 kilómetro de vía férrea para transportar el mineral hasta la terminal.
En marzo de 2012, MPX anunció la creación de una nueva empresa en el segmento del mineral y el carbón, CCX Carvão da Colômbia S.A., empresa que recogería los intereses de carbón y de mineral del grupo MPX y que cotizaría en la Bolsa de São Paulo.
Junto con OGX, Eneva tiene un 70% de participación en siete exploraciones gasísticas en Maranhão.